# Jaroslav Žiak

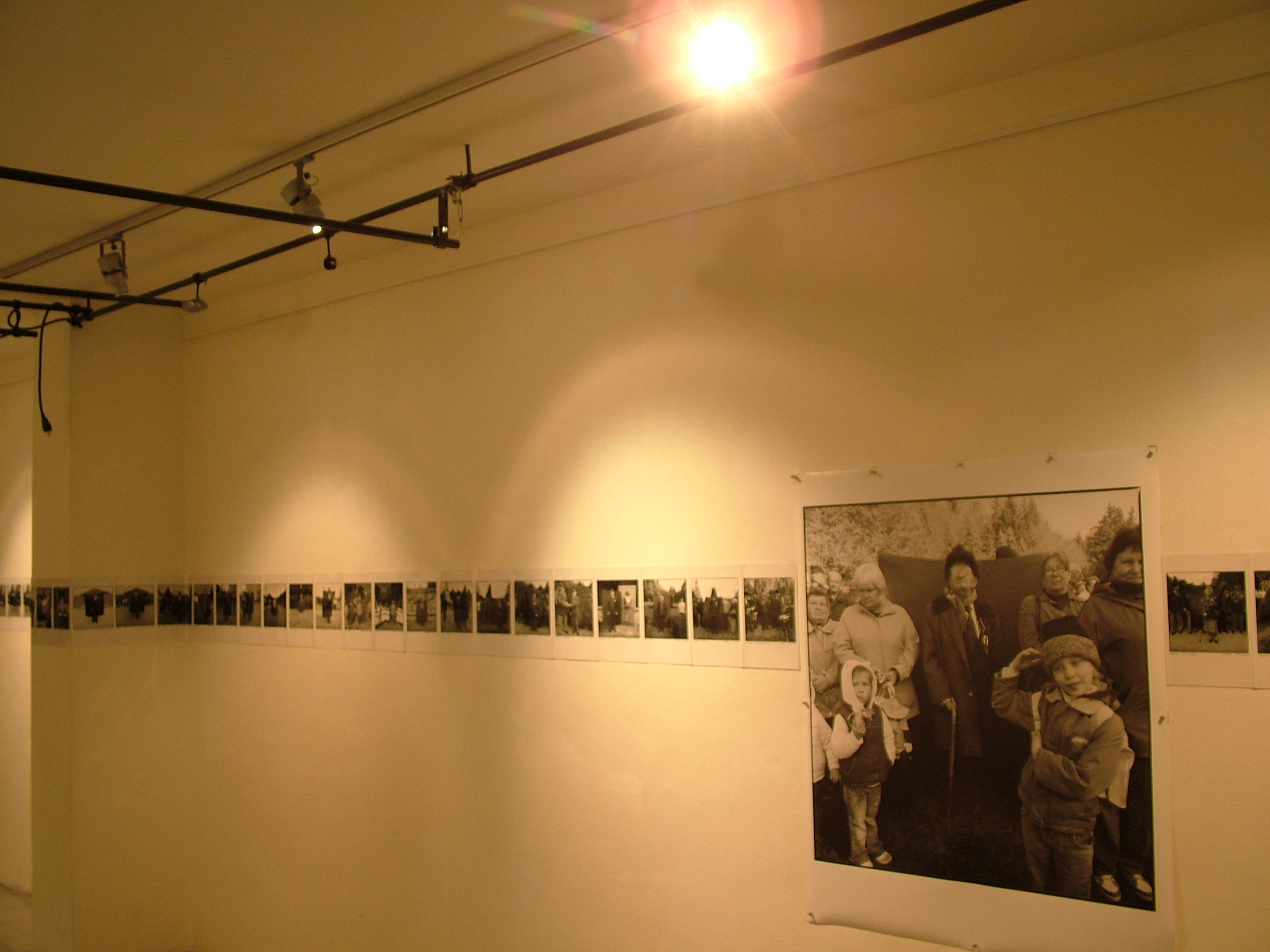
Výstava Jaroslava Žiaka Desať rokov, kurátor: Jozef Sedlák, Měsíc fotografie 2011

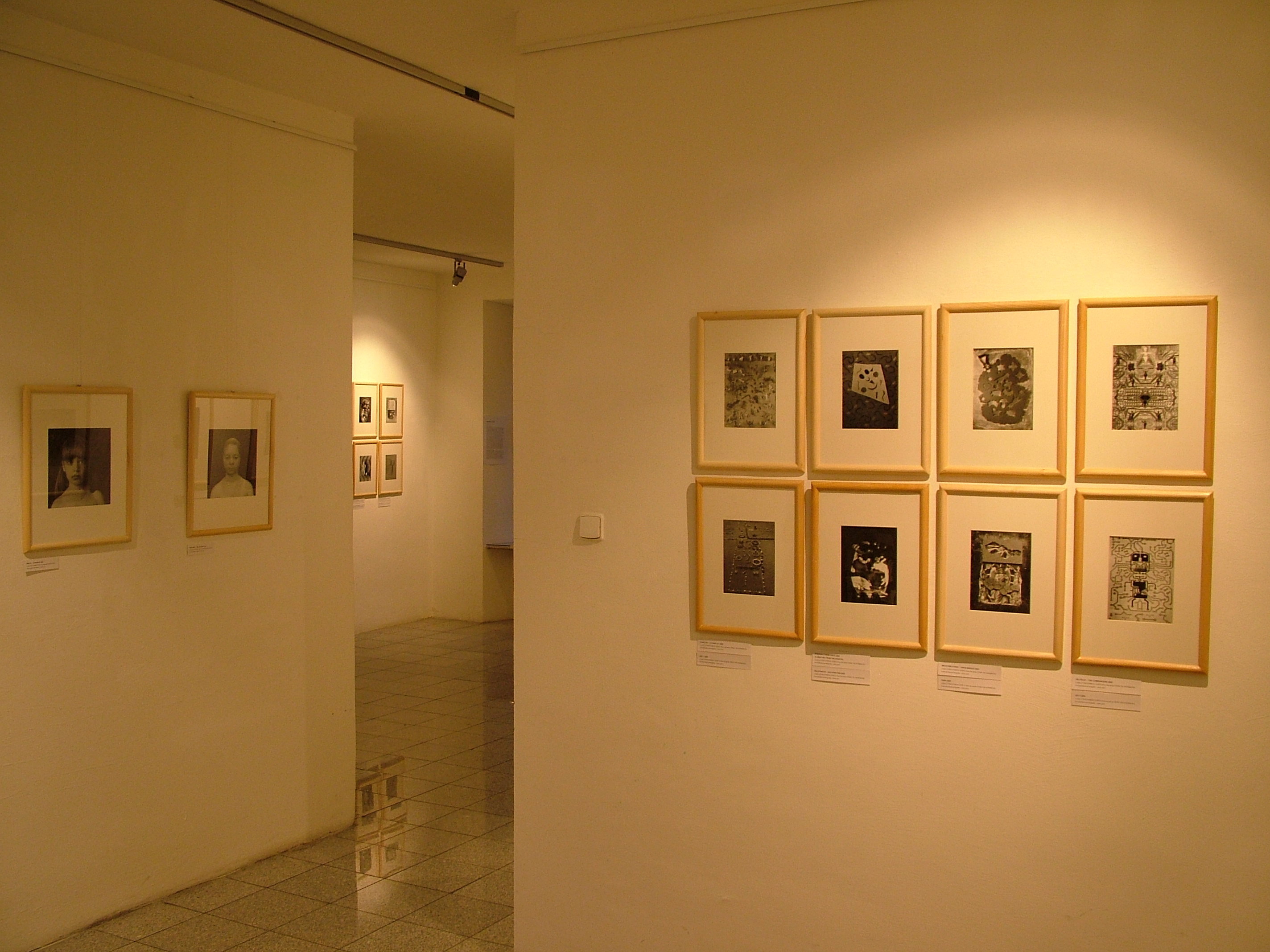
Výstava Jaroslava Žiaka Desať rokov, kurátor: Jozef Sedlák, Měsíc fotografie 2011

Jaroslav Žiak (* 26. října 1971 Bratislava) je slovenský fotograf a pedagog.

## Život a dílo
Věnuje se čisté, no fotografii snímané jak v ateliéru tak i v exteriéru. Typické pro něho jsou mnohaleté projekty, pracuje i na několika najednou. Tematicky převládá zejména inscenovaný portrét, mnohdy však jde o čistě dokumentární záznam skutečnosti. Zájem soustřeďuje hlavně na časosběrný portrét. Například od roku 1998 sleduje vývoj své dcery v aranžovaných portrétech. Důležitou součást fotografického díla tvoří zátiší, záznam předmětů a hledání jejich vzájemných vztahů v různých souvislostech. V cyklu Z pracovního sešitu se autor od roku 2002 zajímá o předměty z každodenního života své dcery. Dalším cyklem jsou Hrdinové (2008), portrétní dokument přímých účastníků 2. světové války.
| „               | Mojou hlavnou témou sú ľudia, ich tvár a jej premena. Portrét považujem za výnimočnú udalosť stretnutia s možnosťou vypovedať o človeku. | “ |
| — Jaroslav Žiak | |   |

## Výstavy
Vystavoval na Slovensku i v zahraničí.
- Desať rokov, Měsíc fotografie 2011, Středoevropský dům fotografie, kurátor: Jozef Sedlák

## Ocenění
- 1. cena: „Portrét v Evropě“, Amsterdam, Holandsko, 1994;
- 1. cena: Projekt na téma „Domácí násilí“, Gondwana, 2000;
- 1. cena: Fujifilm Euro Press Photo Awards 2002, národní kolo v kategorii „Novinářská fotografie“